# Territorio delle Hawaii
Il territorio delle Hawaii (in hawaiano Panalāʻau o Hawaiʻi; in inglese Territory of Hawaii) è stato un territorio degli Stati Uniti d'America, esistito dal 12 agosto 1898 al 21 agosto 1959, anno in cui le isole ne divennero il 50º stato federato, Hawaii. L'Hawaii Admission Act, promulgato nel 1959, specifica che il neonato Stato delle Hawaii non avrebbe incluso gli atolli di Palmyra, Midway, Johnston e Kingman Reef.
Il 4 luglio 1898, il Congresso degli Stati Uniti approvò la risoluzione Newlands, autorizzando l'ammissione della Repubblica delle Hawaii: cinque settimane dopo, il 12 agosto, Hawaii divenne un territorio statunitense.

## Storia
La storia del territorio include il periodo dal 1941 al 1944 durante il quale il territorio fu sotto la legge marziale ed il governo civile fu sostituito da un governo militare.

## Governatori
- Sanford B. Dole, Repubblicano, (1900-1903)
- George R. Carter, Repubblicano, (1903-1907)
- Walter F. Frear, Repubblicano, (1907-1913)
- Lucius E. Pinkham, Democratico, (1913-1918)
- Charles J. McCarthy, Democratico, (1918-1921)
- Wallace R. Farrington, Repubblicano, (1921-1929)
- Lawrence M. Judd, Repubblicano, (1929-1934)
- Joseph B. Poindexter, Democratico, (1934-1942)
- Ingram M. Stainback, Democratico, (1942-1951)
- Oren E. Long, Democratico, (1951-1953)
- Samuel Wilder King, Repubblicano, (1953-1957)
- William F. Quinn, Repubblicano, (1957-1959)